# Shogo Shiotani
Shogo Shiotani (塩谷 庄吾, Shiotani Shōgo, Osaka, Japão, 11 de setembro de 1966 — Tóquio, 5 de maio de 2002) foi um ator e dublê japonês . Ficou famoso no Brasil por ter interpretado Akira Houjou/Marte na série tokusatsu Cybercops.

## Carreira
Começou sua carreira como dublê de ação do JAC (atual JAE - Japan Action Enterprises), fazendo papéis de monstros em produções do gênero tokusatsu. Em face de seu porte físico, geralmente destacava-se vestindo uniformes de vilões ou monstros mais altos e fortes. Seu primeiro papel como ator foi a série Cybercops, em que interpretou Akira Hojo/Cybercop Marte, em 1988. De acordo com entrevistas da época, Shiotani sempre desejou interpretar um herói em programas do gênero, pois sempre foi fã de tokusatsu.
Além da carreira como ator e dublê em produções do gênero, atuou em mais de 20 longa-metragens para vídeo e somou mais de 15 participações em programas de televisão, entre seriados, dramas e programas de auditório em seu país de origem.

## Morte
Em 5 de maio de 2002, Shiotani cometeu suicídio jogando-se de um prédio na região de Dougenzaka.

## Lista de trabalhos
- Cybercops, como o policial Akira Hojo / Cybercop Marte
- participação em Jiraiya como Ninja Water (水)
- participação no episódio 14 de Ultraman Tiga
- participação no episódio 30 de B-Fighter
  - Fighting Fist (1991)
- Tokyo Raiders (2000)
- Ultraman Gaia, como o oficial Koichi Hayashi, membro do Team Falcon, uma divisão do XIG